# Fond bombé
Un fond bombé est une partie d'objet manufacturé qui ferme un volume, en présentant une courbure.
On rencontre des fond bombés comme dessous d'ustensiles de cuisine (chaudron...) ou de ménage (seau), d'instruments de musique (mandoloncelle, bouzouki, Meglena[réf. nécessaire], Baglama), etc.
En chaudronnerie et autres constructions mécaniques, les fonds bombés ferment les extrémités de capacités (citerne, tonne agricole...) ou terminent des tronçons de canalisation.
Le formage des fonds bombés est réalisé par des presses et bordeuses spécifiques.
Des fonds bombés de plus petite taille (inférieure à 250 mm ou plus rarement jusqu'à 400 mm) servent également de terminaison de tuyauteries, dans le domaine de la robinetterie.
Les fonds bombés sont fabriqués à l'aide de 3 types de technologie suivant les dimensions du fond, l'épaisseur de la matière utilisée et la quantité de pièces à fabriquer.
L'emboutissage est destiné aux grandes séries de pièces et à toutes sortes de formes avec des outillages couteux, 
le tamponnage permet de réaliser des pièces de toutes dimensions et d'épaisseurs importantes, 35 mm, voire 80 mm sans outillage spécifique à un modèle de fond.
Le repoussage offre des solutions de fabrication très soignées, rapides, économiquement intéressantes avec un outillage 10 fois moins cher que celui de l'emboutissage, mais le prix unitaire de chaque pièce reste 3 fois plus élevé qu'en emboutissage.

## Normalisation et standards

### Construction mécanique

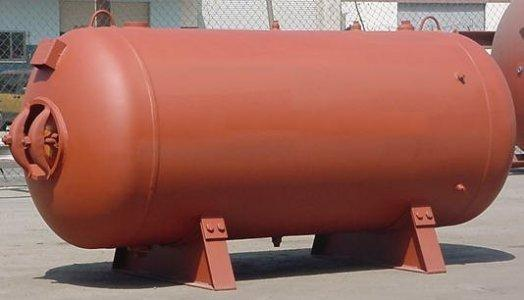
Réservoir sous pression constitué d'une virole fermée par des fonds bombés

En construction mécanique, certaines catégories de formes, dimensions et modes de fabrication des fonds bombés sont encadrés par des normes, telles que par exemple, :
- NF E 81-100 définit la terminologie, la désignation et les tolérances de fabrication des fonds bombés.
- NF E 81-102 pour les fonds bombés « GRC » (à grand rayon de carre)[3].
- NF E 81-104 pour les fonds bombés « MRC » (à moyen rayon de carre).
- NF E 81-101 pour les fonds bombés « PRC » (à petit rayon de carre).
- NF E 81-103 pour les fonds bombés elliptiques[4],[5].

D'autres catégories de fonds bombés, de forme hémisphérique, ovale, quadrangulaire, fond inversé, fond plat, calotte, 1/2 sphère etc. relèvent de standards de fabrication locaux. La norme NF EN 10253-1 encadre ce type de fond bombé pour tuyauterie.

### Accessoire de robinetterie
Des fonds bombés de plus petite taille (inférieure à 250 mm ou plus rarement jusqu'à 400 mm constituent des accessoires de robinetterie, servant notamment de terminaison de tuyauteries métalliques. On les appelle des Fonds de Tube. Ils répondent à différentes normes : NFA49 185 - ASTM A403. Les diamètres disponibles correspondent aux diamètres des tubes. 

#### Norme  ISO NFA 49185
Ils répondent alors aux spécifications d'autres normes telles que la NF EN 10253-1.